# Shasu
Shasu es la palabra egipcia para designar a los nómadas que surgieron en Oriente Medio, del siglo XV a. C. al Tercer Periodo Intermedio. El nombre evolucionó de una transcripción de la palabra egipcia š3su, que significa "los que se mueven a pie" y es el término para designar a los beduinos vagabundos. 
Esta palabra tiene su origen en una lista de personas de Transjordania, del siglo XV a. C., describiendo uno de los territorios de los Shasu como "Yhw en la tierra de los Shasu". De esta evidencia, algunos eruditos como Donald B. Redford y William G. Dever, concluyen que las personas que posteriormente serían los "Israelitas" fueron registradas en la Estela de Merenptah (o Estela de Israel), quienes fundaron el reino de Israel eran, originalmente, una tribu Shasu. 
Las listas de Soleb y Amará (en Nubia), datadas al final del siglo XV a. C. (Dinastías XVII y XVIII), sugieren que una concentración original de asentamientos Shasu estaba situada en el sur de Transjordania, en las llanuras de Moab y el norte de Edom, donde un grupo de seis nombres son identificados como la tierra de los Shasu y entre ellos se incluyen Se'ir (Edom), Labán (posiblemente Libona, al sur de Amán), Sam'ath (simetitas, un clan de los kenitas: 1 Crón. 2:55), Wrbr (probablemente el Uadi Hasa), Yhw, y Pysps. En otros textos de la Dinastía XIX y XX, el vínculo constante de los Shasu con lugares de Edom y el Arabá (Timna) sitúa las identificaciones de las anteriores listas fuera de toda duda.
Sin embargo, la conexión propuesta entre israelitas y Shasu está menoscabada por el hecho de que en los bajorrelieves de época de Merenptah, los israelitas no son descritos ni representados como Shasu. Esto ha orientado a otros eruditos, como Franco J. Yurco y Michael G. Hasel, a identificar a los Shasu en los bajorrelieves de Merenptah, en Karnak, como individuos distintos de los Israelitas, ya que ellos llevan ropas y peinados diferentes y son denominados de forma distinta por los escribas egipcios. Además, la palabra Israelita determina a personas o a un grupo socio-étnico y la designación más frecuente para los "enemigos Shasu" es el determinativo de colina-país; así son diferenciados de los cananeos, que albergan las ciudades fortificadas de Ascalón, Gézer, y Yenoam.